# Gyula Szabó (boxeador)
Gyula Szabó (Budapest, Hungría; 29 de diciembre de 1943-16 de diciembre de 2023) fue un boxeador húngaro de la categoría de peso gallo.

## Carrera
Participó en los Juegos Olímpicos de México 1968 donde en la primera ronda venció por decisión dividida a Guillermo Velásquez de Chile 3-2 pero perdería en la segunda ronda ante Sulley Shittu de Ghana por decisión unánime.

## Muerte
Szabó falleció a causa de una enfermedad el 16 de diciembre de 2023 a los 79 años.